# Jana Kramer
Jana Rae Kramer (Detroit, 2 dicembre 1983) è un'attrice e cantante statunitense, conosciuta principalmente per il suo ruolo nella serie tv One Tree Hill dove interpreta Alex Dupré, un'attrice che diventa il nuovo volto della "Clothes Over Bros", la linea di moda di Brooke Davis.

## Carriera
Jana ha iniziato a farsi conoscere in televisione grazie al ruolo ricorrente di Noelle Davenport in Friday Night Lights e apparendo nei film "Cambia la tua vita con un click" e "Che la fine abbia inizio". In seguito è apparsa nelle serie televisive CSI - Scena del crimine, CSI: NY, Grey's Anatomy, Private Practice e 90210, ma ha ottenuto più visibilità nel 2009 quando le è stato affidato il ruolo ricorrente di Alex Dupré nella settima stagione del telefilm One Tree Hill; a dicembre del 2009, il personaggio di Alex è stato promosso a presenza fissa della serie, comparendo infatti anche nell'ottava e nella nona stagione del telefilm. Nel febbraio del 2011 la Kramer ha firmato con la Warner Bros. Records di Nashville, che ha distribuito il suo primo singolo, I Won't Give Up, già presente in un episodio di One Tree Hill.
Jana ha sposato l'attore Johnathon Schaech il 4 luglio del 2010 in Michigan. Il 9 agosto, dopo un solo mese di matrimonio, è stato annunciato il loro divorzio.
Si è risposata il 22 maggio 2015 con Mike Caussin, con il quale ha avuto una bambina, Jolie Rae, nata il 31 gennaio 2016. A soli sette mesi dalla sua nascita, i coniugi hanno dichiarato di essere in crisi e la separazione sembrava ormai inevitabile, ma i due si sono poi riconciliati e nel dicembre 2018 è nato il loro secondo figlio.

## Filmografia

### Cinema
- Dead/Undead, regia di Mark T. Elliott e Richard Ferrando (2002)
- The Passage, regia di Daniel Casey (2003)
- Blood Games, regia di Jason Waugh (2003)
- Return of the Living Dead: Necropolis, regia di Ellory Elkayem (2005)
- Cambia la tua vita con un click, regia di Frank Coraci (2006)
- Boxboarders!, regia di Rob Hedden (2007)
- Che la fine abbia inizio, regia di Nelson McCormick (2008)
- Bar Starz, regia di Michael Pietrzak (2008)
- The Poker Club, regia di Tim McCann (2008)
- Laid to Rest, regia di Robert Green Hall (2009)
- Spring Breakdown, regia di Ryan Shiraki (2009)
- Approaching Midnight, regia di Sam Logan Khaleghi (2013)
- Una famiglia ritrovata (Heart of the Country), regia di John Ward (2013)
- Country Crush, regia di Andrew Cymek (2016)

### Televisione
- La valle dei pini (All My Children) - soap opera (2003)
- CSI - Scena del crimine (CSI: Crime Scene Investigation) - serie TV, 1 episodio (2006)
- CSI: NY - serie TV, 1 episodio (2006)
- Friday Night Lights - serie TV, 6 episodi (2007-2008)
- Can You Duet - serie TV, 2 episodi (2008)
- Grey's Anatomy – serie TV, episodi 4x16-4x17 (2008)
- Private Practice - serie TV, 1 episodio (2009)
- 90210 - serie TV, 6 episodi (2008-2009)
- Entourage - serie TV, 3 episodi (2009)
- One Tree Hill - serie TV, 38 episodi (2009-2012)
- Dance Moms - serie TV, 1 episodio (2013)
- Due cuori e un cane (Love at First Bark), regia di Mike Rohl - film TV (2017)

## Doppiatrici italiane
Nelle versioni in italiano dei suoi film, Jana Kramer è stata doppiata da:
- Mariagrazia Cerullo in Due cuori e un cane
- Domitilla D'Amico in Friday Night Lights
- Alessia Amendola in Private Practice
- Gaia Bolognesi in One Tree Hill
- Valentina Favazza in 90210